# エルザ・ラ・コンティ
エルザ・ラ・コンティ (Elsa La Conti) は、悠紀エンタープライズ開発の2D対戦型格闘ゲーム『アルカナハート』シリーズに登場する架空の人物。
担当声優は三宅華也。

## キャラクター設定

### 『2』『すっごい!』
バチカンの城壁の内側に封じられている西欧聖霊庁の双璧とされる修道女の片割れ。やむにやまれぬ事情により『その身に負いし罰が浄化されるまで永らえる宿命』を受け入れ、不老となった。日本の関東一円に発生した次元の歪みに対し、西欧聖霊庁からの災害派遣として、上司のペトラと相方のクラリーチェと共に来日する。

### 『3』
ペトラが神奈川に設立した西欧聖霊庁ローゼンベルク支部の任務に従事するため、日本に引っ越してきた。日本各地で暗躍するドレクスラー機関の壊滅に従事している。

## 人物
後頭部が強くハネた特徴的なショートヘアで、頭巾なしの修道服を身に纏い、「クルクス (Crux) 」と呼ばれる十字架のような武器を持っている。
真面目で一本気な性格で、普段は少しサバサバとしているが人当たりは良く、天然っぽい失敗をすることもある。必要以上に自分に厳しく、精神的な浮き沈みが激しいのが特徴。昔の自分を苦手としているのもこのためである。
イタリア・アブルッツォ州の海岸沿いにあった、地図にも書かれないような小さな村に生まれる。しかし、数十年前に魔族が元凶の聖霊事変が発生したことで村は滅び、家族を失った他の少女達と共に、戦闘要員として西欧聖霊庁に身を預けることとなる。そのため、魔族をみると見境がなくなり、凄惨な戦いを繰り返した結果、魔族ばかりでなく味方の聖霊庁からも恐れられ、ペトラの元に押し付けられる形で配属された。
最後の任務と決めた戦いでクラリーチェと出会うことになり、不本意ながらの死闘の果てに相討ちし、双方が生き長らえるためにカシマールと契約し、仮の命を与えられ不老となってしまう。現在はクラリーチェと共にバチカンの教会で奉仕活動をしつつ、有事の際は戦闘要員として呼び出される。しかし、これがきっかけでペトラとクラリーチェと親友になり、特にクラリーチェと仲が良い。

## キャラクターの特徴
主に牽制(けんせい)や対空攻撃、カウンターに優れている。聖水などの変わった武器を用いた高性能な技が多く、初心者でも扱いやすいキャラクターであるといえる。ただし、攻め方によっては相手から思わぬ反撃を受ける危険性がある。

## 技の解説

### 必殺技
サンクトゥス
聖水の入った瓶を投げる。落ちるか相手に当たるかすると割れて光が設置される。空中で使用した場合、落下しながら投げるのである程度の高さが無いと投げることができない。
ベネディクトゥス
聖書を読み、「サンクトゥス」で発生させた光に攻撃判定を付与する。無設置の状態でも出せるが効果は無い。
グロリア
十字架を振りかぶり突進しつつ斬りつける。
クレド
軽く上昇しつつ十字架を斜め上に振り上げる。地上版と空中版でやや異なり、地上版は押すボタンによりヒット数が変化し、Cのみ最終段が空中ガード不能になる。空中版は1ヒットで、ボタンにより発生の早さと軌道が若干異なる。
キリエ
鞭を振るって相手を打ち、少しだけ引き寄せる。「サンクトゥス」を弾いたり瓶を割ったりすることもできる。一部の飛び道具を反射する効果もある。
アニュス
銃弾を指で弾く。銃弾には攻撃判定がある他、この技からクリティカルハートの「レクイエム」へ派生する。

### 超必殺技
ランケオラ
クルクスに槍状のオーラを纏わせ、突進して攻撃する。
グラディウス
「クレド」の強化版。クルクスに剣状のオーラを纏わせ、逆のV字を描くように切り払う。
セキュリス
クルクスに斧状のオーラを纏わせ、振り下ろす。確実にダウンを奪えるが、ガードされるなど当てにくいのが難点。

### クリティカルハート
レクイエム
「アニュス」で弾いた銃弾を装填し、画面の端まで届く一撃を放つ。

## 契約アルカナ
"下肢を封じた蛇女" 罰のアルカナ カシマール (Koshmar)
下半身が包帯のようなもので巻かれ、4本の腕それぞれに剣を持った姿をしている。不老不死の果実を食べ、「この世の咎を浄化する」呪いを受けた女性が高次の存在となった。刃は対峙した者の罰の重さによって鋭さを増す。サルヴァーチとは対になる存在で、物質界で活動するための憑体を探していた時に、傷ついたエルザとクラリーチェと出会いエルザと契約。エルザが「この世の咎を浄化する」ために活動する限り、かりそめの命と力を与える。

### 属性効果
スィーニー
溜め成立攻撃がガード不能になり、地上でヒットすると相手がのけぞるようになる。

### アルカナ必殺技
シトゥイーク
地表を滑っていく飛び道具を放つ。弾速が早いので、牽制に有効。
メエーチ
カシマールの腕が現れて2回斬りつける。
ダガートカ
カシマールの腕が現れ、剣を掲げた後斬りつける。剣を掲げた時に相殺判定が現われる。

### アルカナ超必殺技
ドゥエーリ
「メエーチ」の強化版。カシマールの腕が現れて3回斬りつける。最後の攻撃時に地面でバウンドさせるので追撃が可能。
プラグノース
打撃専用の当て身技。カシマールの腕が現れ、当て身が成立すると3回斬りつけて壁にふっ飛ばす。発生は早いが、攻撃位置が低いと受け止められないので注意。

### アルカナブラスト
ヴァストールク
攻撃力が35％上昇するが、被ダメージが25％増える。

### アルカナフォース
スパスィエーニィ
アルカナ技の攻撃回数が2倍に増加。

### アルカナブレイズ
スミェールチ
カシマールが現れ、巨大な剣を振り下ろす。ガード不能だが発生が遅く、回避動作によってかわされやすいのが難点。

## その他
- 初登場は『2』稼動以前に発売されたドラマCDの『えぴそーど2』で、ペトラやクラリーチェと共にミルドレッドとフィオナの会話中に名前だけ登場している。
- あんパン（とくに日本のもの）が大好物で、今回日本に来たときは毎日違う店であんパンを買い、あんパンの食べ比べをしていた事もある。また、教会の裏手に作った花壇で花を育てるのがマイブームで、彼女のエンディングでは舞織からもらった花を花壇に植え、水をやっているシーンがある。